# The Message (album)
Pour les articles homonymes, voir The Message.
Albums de Grandmaster Flash & the Furious Five
Greatest Messages
(1984)
Singles
1. It's Nasty
Sortie : 1981
2. Scorpio
Sortie : 1981
3. The Message
Sortie : 1er juillet 1982

The Message est le premier album studio de Grandmaster Flash & the Furious Five, sorti en 1982 sur le label new yorkais Sugarhill Records.
Influencé par des grands visionnaires comme Gil Scott Heron et The Last Poets, cet album phare du mouvement hip-hop est remarquable de plusieurs points de vue : musicalement, il établit de façon décisive des techniques caractéristiques comme le scratch ou le turntablism et, surtout, idéologiquement parlant, il est le premier à introduire un rap politiquement engagé, faisant la critique des conditions de vie dans les ghettos des grandes villes américaines. On retrouve ces éléments en particulier dans deux chansons : The Adventures of Grandmaster Flash on the Wheels of Steel et le tube The Message.
Il s'agit du seul album studio incluant la formation initiale au complet : Grandmaster Flash, Melle Mel, The Kidd Creole, Mr. Ness, Rahiem et Keef Cowboy.
L'album s'est classé 8e au Top R&B/Hip-Hop Albums et 53e au Billboard 200.

## Liste des titres
| 1.    | She's Fresh  | Milton Edwards, Bobbie Knight                                                                 | It's Just Begun de The Jimmy Castor Bunch Lovomaniacs (Sex) de Boobie Knight | 4:57 |
| 2.    | It's Nasty   | Chris Frantz, Tina Weymouth                                                                   | Genius of Love (en) de Tom Tom Club                                          | 4:19 |
| 3.    | Scorpio      | Guy Todd Williams, K. Wiggins, Eddie Morris, Nathaniel Glover, Melvin Glover                  |                                                                              | 4:55 |
| 4.    | It's a Shame | Stevie Wonder, Syreeta Wright, Lee Garrett, Curtis Daniel Harmon, James Lloyd                 | Mt. Airy Groove de Pieces of a Dream It's a Shame des Spinners               | 4:57 |
| 5.    | Dreamin'     | Gary Henry, Eddie Morris, Melvin Glover, Guy Williams, Nathaniel Glover, Robert Keith Wiggins |                                                                              | 5:47 |
| 6.    | You Are      | Gary Henry, Eddie Morris, Melvin Glover, Guy Williams, Nathaniel Glover, Robert Keith Wiggins |                                                                              | 4:51 |
| 7.    | The Message  | Clifton Chase, Edward Fletcher, Melvin Glover, Sylvia Robinson                                | Superappin' de Grandmaster Flash & The Furious Five                          | 6:31 |
| 36:58 |              |                                                                                               |                                                                              |      |

| 8. | The Adventures of Grandmaster Flash on the Wheels of Steel | Sylvia Robinson, Melvin Glover, Gabrielle Jackson, Jiggs Chase, Gwendolyn Chisolm, Cheryl Cook, Michael Wright, Guy O'Brien, John Richard Deacon, Joseph Saddler, Angela Brown | Good Times de Chic Rapture de Blondie Another One Bites the Dust de Queen 8th Wonder de The Sugarhill Gang Monster Jam de Spoonie Gee Life Story des Hellers Apache de l'Incredible Bongo Band The Decoys of Ming the Merciless de Jackson Beck The Birthday Party de Grandmaster Flash & The Furious Five Freedom by Grandmaster Flash & The Furious Five | 7:11 |

## Personnel
- Guitare basse : Doug Wimbish
- Guitare : Skip McDonald
- Prophet : Reggie Griffin, Jiggs, Sylvia Robinson
- Claviers : Gary Henry, Dwain Mitchell
- Batterie : Keith Leblanc
- Percussions : Ed Fletcher
- Cuivres : Chops Horn Section